# سد سمبور
سد سمبور (به لاتین: Sambor Dam) یک سد در کامبوج است که در Prek Kampi District, Kratie Province واقع شده‌است.